# Společenství neuznaných států

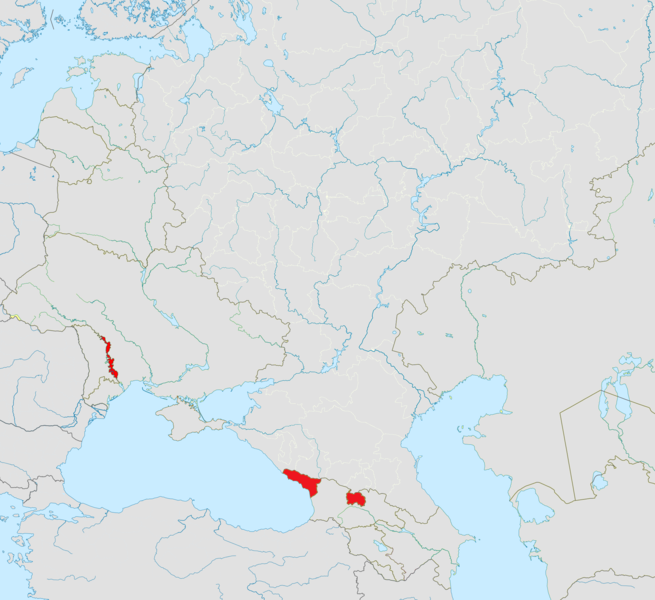
Tři členské země na mapě, zleva doprava: Podněstří, Abcházie, Jižní Osetie.

Společenství neuznaných států (rusky Содружество непризнанных государств), jiným názvem Společenství pro demokracii a práva národů (rusky Сообщество за демократию и права народов), též zkráceně CIS-2 nebo SNS-2 (rusky СНГ-2) je mezinárodní organizace působící ve Východní Evropě a na Kavkaze, jejímiž členy jsou v současnosti tři státy se sporným mezinárodním uznáním: Abcházie, Jižní Osetie a Podněstří.

## Historie
První návrh na vytvoření takového společenství byl pronesen v roce 2001 na zasedání ve Stěpanakertu, hlavním městě tehdejší Náhorní Karabašské republiky, později přejmenované na Arcach. Společenství vzniklo až v roce 2006 na jednání v Suchumi, hlavním městě Abcházie. Původní smlouvu podepsali prezidenti Jižní Osetie, Abcházie a Podněstří. Náhorní Karabach se připojil až v roce 2007, ale po zániku tohoto státu k závěru roku 2023 klesl počet členů opět na tři.

## Členové
| Stát         | Počet obyvatel | Rozloha   | Hlavní město | Poznámka |
| ------------ | -------------- | --------- | ------------ | -------- |
| Podněstří    | 555 347        | 4 163 km² | Tiraspol     |          |
| Abcházie     | 240 705        | 8 665 km² | Suchumi      |          |
| Jižní Osetie | 70 000         | 3 900 km² | Cchinvali    |          |

### Bývalí členové
| Stát   | Počet obyvatel | Rozloha    | Hlavní město | Poznámka                            |
| ------ | -------------- | ---------- | ------------ | ----------------------------------- |
| Arcach | 138 000        | 11 458 km² | Stěpanakert  | členem od 2007 do 31. prosince 2023 |

## Politika
Do roku 2008 nebyl žádný z členských států uznán ani jedním členským státem OSN a do roku 2006 se členské státy neuznávaly ani mezi sebou. Po založení společenství se všechny čtyři státy navzájem uznaly a dohodly se na vzájemné pomoci. Cílem společenství je získat mezinárodní uznání a nenechat se vydírat pomocí ekonomického ani vojenského nátlaku. Největším úspěchem společenství bylo zavedení bezvízového styku v roce 2009.